# Benedetto Migliore
Benedetto Migliore (Trapani, 3 febbraio 1892 – Roma, 9 giugno 1956) è stato un giornalista e critico letterario italiano.

## Biografia
Fu tra i più noti critici letterari italiani della prima metà del Novecento, insieme a Attilio Momigliano, Emilio Cecchi, Lorenzo Gigli, Renato Serra, Adriano Tilgher, Eugenio Donadoni e altri, ai quali veniva accostato, incluso Giuseppe Antonio Borgese che di lui si occupò. Molti giovani scrittori, negli anni trenta e quaranta del XX secolo, ne apprezzarono il magistero.
I suoi interessi si rivolsero prevalentemente alla poesia italiana (da Dante a Pascoli) e alla letteratura contemporanea. Collaborò con varie testate, tra cui il Giornale di Sicilia, Il Giornale d'Italia, Il Tempo, Nuova Antologia, Rassegna nazionale, L’Italia che scrive, Le Cronache Scolastiche, La Stampa e La Tribuna.
Per lungo tempo visse a Roma, dove fu vicesegretario generale e poi segretario generale (fino al settembre del 1954) della Camera dei deputati. Era stato assunto alla Camera nel 1919, dopo aver preso parte alla prima guerra mondiale. Fu in relazione con Piero Gobetti.

## Opere principali
- Il problema dello spirito nuovo, Trimarchi, 1919.
- Il pregiudizio critico intorno all'opera di G. Verga, Palermo, Trimarchi, 1920.
- Le convulsioni dell'arditismo, Milano, F.lli Treves, 1921.
- Scribi, scrittori e artisti, Palermo, Priulla, 1923.
- Una nuova interpretazione delle “Rime” di Dante e del dolce stil novo, Roma, 1928.
- Bilanci e sbilanci del dopoguerra letterario, Roma, Optima, 1929.
- Il processo alla critica, Rassegna nazionale, 1930.
- Giovanni Pascoli, Fior da fiore, a cura di Benedetto Migliore, Palermo, Sandron, 1931; Milano, Mondadori, 1950.
- Il fedele d'amore: Luigi Valli, Roma, Edizioni della Rassegna Italiana, 1932
- La “soave medicina” dell'Aquila Celeste (Canto XX del Paradiso), Roma, Ausonia, 1934.
- Angelo Musco, attore siciliano, Tivoli, 1937.
- Giovanni Alfredo Cesareo, Roma, 1937.
- Ada Negri, Roma, Società Anonima Editrice, 1941.
- Giuseppe Parini, Il Giorno e Odi scelte, a cura di Benedetto Migliore, Milano, Mondadori, 1940, ed. rived., Milano, Mondadori, 1954.
- L'anima e la poesia di Rilke, Roma, Editrice M. Ciranna, 1961.
- Saggi critici: scrittori contemporanei della letteratura italiana fra le due guerre, a cura di Virgilio Caprera, prefazione di Niccolò Sigillino, Roma, Editrice M. Ciranna, 1961.